# Förderlizenz
Als Förderlizenz (im Basketball: Doppellizenz) bezeichnet man im Sport ein so genanntes Zweifachspielrecht, oft auch Zweitspielrecht genannt. Die Förderlizenz gestattet den Nachwuchsspielern bis zum 23. Lebensjahr (im Eishockey in der DEL bis zum 25. Lebensjahr), in derselben Saison für zwei (im Eishockey auch bis zu 3) Mannschaften aus verschiedenen Ligen zu spielen und flexibel zu wechseln. Förderlizenzen werden im Basketball, Handball und Eishockey vergeben, um den Nachwuchs an die höheren Ligen zu binden und die sportliche Ausbildung junger Spieler zu unterstützen. Ähnliche Verfahren sind auch im US-Sport üblich, so dass junge Spieler parallel in einer Mannschaft der Major League und der Partnermannschaft einer Minor League spielberechtigt sind.

## Basketball
Die Sonderteilnahmeberechtigung, landläufig als Doppellizenz oder STB bezeichnet, muss per Antrag beim zuständigen Landesverband des DBB gewährt werden. Sie ist weit verbreitet und besteht in den Grundzügen seit den 1990er Jahren, als der Erstligist und damalige Serienmeister Alba Berlin erfolgreich mit dem Zweitligaverein TuS Lichterfelde kooperierte und seine talentierten Nachwuchsspieler dort „parkte“. Die Lizenz kann für eine Spielerin oder einen Spieler bis zum 23. Lebensjahr beantragt werden; einzige Einschränkung ist, dass die Spielerin oder der Spieler im Seniorenbereich nur an zwei Spielen eines Wochenendes teilnehmen darf. Ferner darf die Spielerin oder der Spieler nicht bei verschiedenen Mannschaften der gleichen Spielklasse eingesetzt werden und ein Wechsel der Zweitmannschaft innerhalb einer Saison ist nicht möglich; darüber hinaus gilt für Spieler mit gültiger Einsatzberechtigung in einer bundesweiten Nachwuchsspielklasse keine Einsatzberechtigung in einer unterklassigen Nachwuchsliga.
Die Vereine selbst kooperieren in vielfältigen Modellen miteinander. Im Jugendbereich der NBBL beziehungsweise WNBL sowie JBBL existieren beispielsweise auch Mannschaften, die gemeinsam von Bildungseinrichtungen wie der Urspringschule und dem Verein TSG Ehingen betrieben werden, dessen erste Herrenmannschaft seit einigen Jahren in der zweiten Liga spielt. Teilweise bilden nicht auf einen Ort beschränkte, sondern regionale Einrichtungen wie die ehemalige Franken 1st GmbH oder die Basketball-Akademie Stuttgart ein Dach, unter dem die Nachwuchsspieler vielfältige Einsatzmöglichkeiten entsprechend ihrem Leistungsvermögen bekommen. Beinahe jede deutsche Vereinsmannschaft in den höchsten drei Spielklassen der Herren hat eine Kooperationsmannschaft in der NBBL sowie in einer unterklassigen Liga, mit denen mittels des Einsatzes der Doppellizenz Nachwuchsspieler untereinander ausgetauscht werden.

## Eishockey
Im Eishockey dürfen ab der Saison 2006/07 Mannschaften der DEL (1. Spielklasse) und Mannschaften der DEL II (2. Spielklasse) eine Förderlizenz einem Spieler geben, wobei ein Spieler immer nur eine Förderlizenz haben kann. Seit 2013/14 dürfen auch Mannschaften aus der Oberliga Spielern von Mannschaften der DNL bzw. DNL2 mit einer Doppellizenz ausstatten, wenn der Stammverein der DNL/DNL2-Mannschaft nicht an der Oberliga teilnimmt. Die Einsatzmöglichkeiten der Spieler in den niedrigeren Spielklassen regeln sich nach den dort geltenden Bestimmungen und sind damit nicht einheitlich:
- Im Bereich der Oberliga (3. Spielklasse) müssen die Inhaber von Mehrfachspielgenehmigungen bis zum Abschluss der Vorrunde an mindestens 10 Spielen für die Mannschaft teilgenommen haben. Zugleich gibt es für DEL- und DELII-Förderlizenzinhaber eine zusätzliche Beschränkung für Spieler, die (2016/17) nach dem 1. Januar 1993 (U23-Regelung) geboren sind.
- Im Bereich der DEL II (2. Spielklasse) müssen die Inhaber von Parallelen Spielgenehmigungen für die DEL und DEL II bis zum Abschluss der Vorrunde an mindestens 20 Spielen für die Mannschaft teilgenommen haben. Spieler, für die (2016/17) eine derartige Spielgenehmigung beantragt wurde, durften davor noch an weniger als 120 Meisterschaftsspiele in der DEL teilgenommen haben.
- Im Bereich der Landesverbände können zum Beispiel im Bereich des Bayerischen Eissportverbandes (4. bis 6. Spielklasse) DEL-Förderlizenzinhaber nur bei den Stammvereinen einer DEL-Mannschaft eingesetzt werden – was nur in Ingolstadt, Nürnberg, Augsburg und Straubing für Senioren- und Nachwuchsmannschaften möglich ist. Bei dem weiteren DEL-Teilnehmer aus München können DEL-Förderlizenzinhaber nur bei den Nachwuchsmannschaften eingesetzt werden.

### Stichtag
Für die Saison 2016/17 gilt, dass ein Spieler mit Spielberechtigung für eine Auswahl des DEB
- mit Geburtsdatum 1. Januar 1992 und jünger eine DEL-Förderlizenz
- mit Geburtsdatum 1. Januar 1991 (Torhüter) bzw. 1. Januar 1993 (Feldspieler) und jünger eine 2. Bundesliga-Förderlizenz
- mit Geburtsdatum 1. Januar 1993 und jünger eine Oberliga-Förderlizenz

bekommen kann.

## Handball

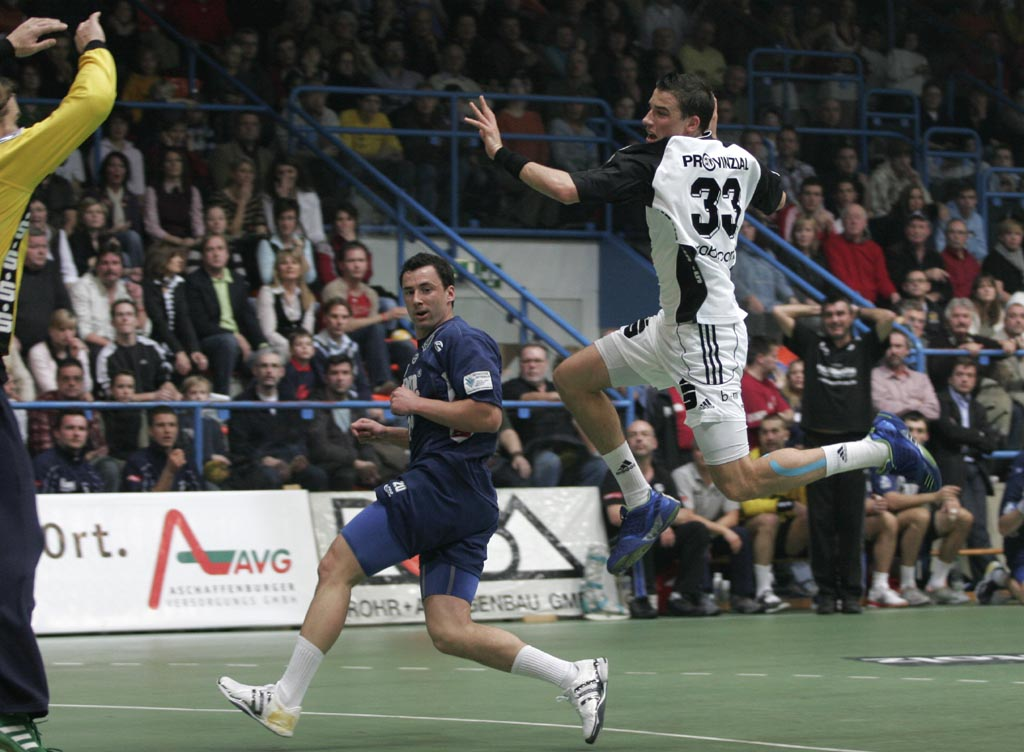
Dominik Klein hatte eine Förderlizenz

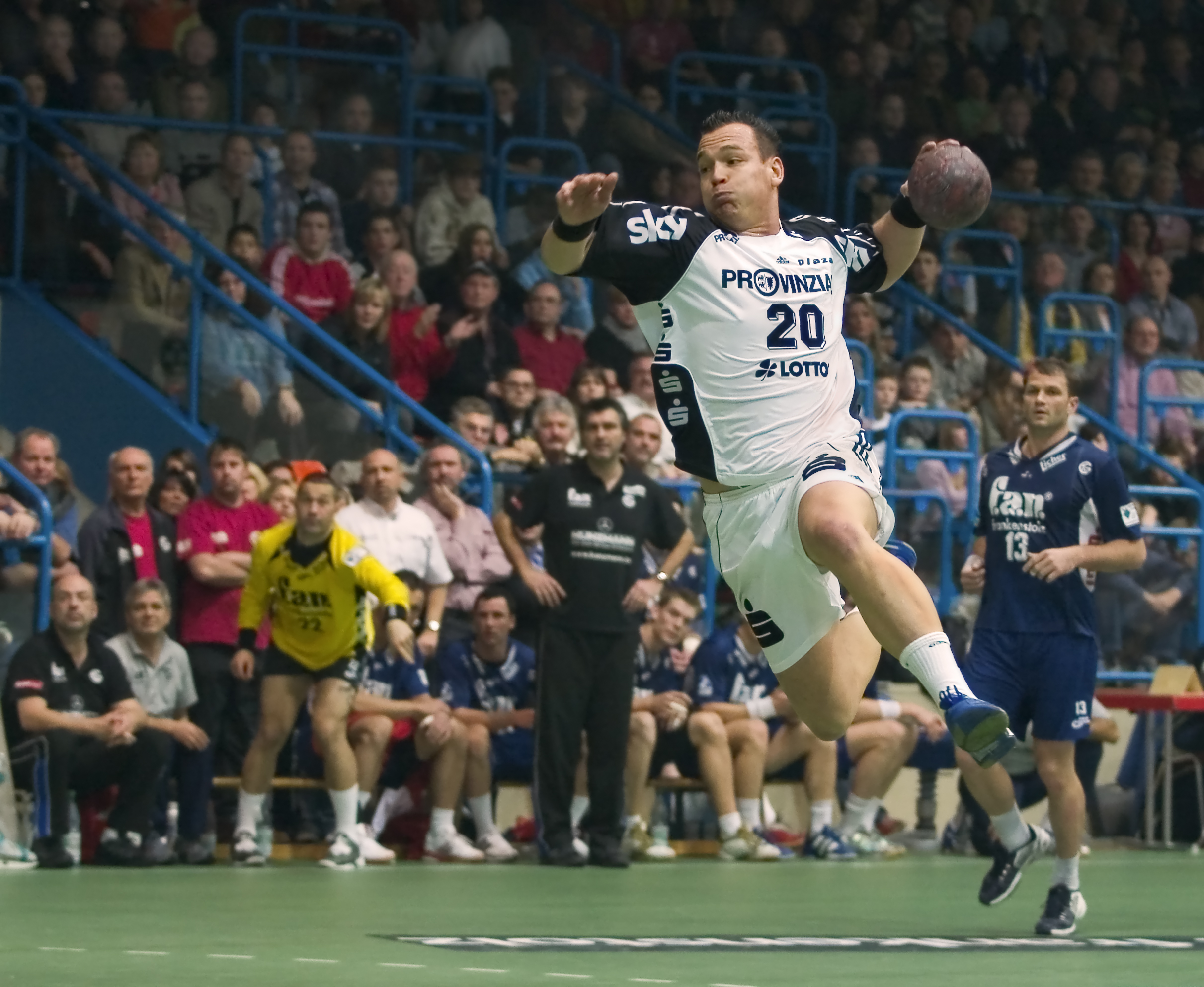
Auch Christian Zeitz hatte eine Förderlizenz

Die Paragraphen 69 und 70 der Spielordnung (SpO) des DHB regeln die Ausleihe bzw. Zweifachspielrecht in Mannschaften der 1. sowie der 2. Bundesliga und der Dritten Liga.

Ein Verein aus der 1. Bundesliga, der 2. Bundesliga und der Dritten Liga (Erstverein) darf einen Spieler mit vertraglicher Bindung an einen anderen Verein (Zweitverein) zum Einsatz in der Bundesliga, Zweiten Bundesliga oder der Dritten Liga – jedoch nicht in derselben Staffel – unter der Voraussetzung ausleihen, dass der Spieler das 23. Lebensjahr am Tage der Ausleiheanzeige an den zuständigen Ligaverband noch nicht vollendet hat.

Wird gegen einen Spieler eine Sperre verhängt, gilt diese für beide Vereine (§ 70 Absatz 3 der SpO).
Ziel der Förderlizenz ist die Integration deutscher Nachwuchsspieler in den Bundesligen. Die Nachwuchsspieler sollen einerseits in den professionellen Strukturen der Bundesligavereine trainieren, andererseits aber auch genügend Spielpraxis bekommen. Letzteres gelingt oftmals nur in tieferen Ligen. Deshalb wird das Zweifachspielrecht allgemein als sinnvolle Regeländerung gesehen, mit der Talente früh in Bundesligavereine eingebunden werden können, ohne jahrelang auf der Bank zu versauern.
Bekannte Spieler mit Zweifachspielrecht:
- Christian Zeitz in der Saison 2002/03 bei SG Wallau/Massenheim (1. Bundesliga) und SG Kronau-Östringen (2. Bundesliga)
- Dominik Klein von 2002 bis 2006 bei TV Großwallstadt oder SG Wallau/Massenheim (1. Bundesliga) und TUSPO Obernburg (2. Bundesliga Süd)[8]
- Isabell Nagel in der Saison 2006/07 bei HSG Bensheim/Auerbach (2. Bundesliga Süd) und TSV Ismaning (Regionalliga)
- Moritz Weltgen in der Saison 2006/07 bei THW Kiel (1. Bundesliga) und TSV Altenholz (2. Bundesliga Nord)
- Hanno Holzhüter in der Saison 2006/06 bei HSV Hamburg (1. Bundesliga) und AMTV Hamburg (Regionalliga)
- Patrick Wiencek in der Saison 2008/09 bei TUSEM Essen (1. Bundesliga) und TV Jahn Hiesfeld (Oberliga Niederrhein)
- Franz Semper in der Saison 2016/17 beim SC DHfK Leipzig (1. Bundesliga) und Dessau-Rosslauer HV (2. Bundesliga)[9]